# 미사대교
미사대교 (渼沙大橋)는 경기도 하남시 망월동과 남양주시 삼패동을 잇는 길이 1.53km의 한강의 다리이다. 공사중에는 남양주대교라는 가칭으로 불렸으며, 하남시에서 제안한 미사대교와 남양주시에서 제안한 덕소대교 중 미사대교가 선택되어 정식 명칭이 되었다. 서울양양고속도로를 구성하는 고속도로 교량으로 이 다리가 시작되기 직전 지점에 미사 나들목이 위치한다. 미사 나들목과 덕소삼패 나들목 사이에 위치하며, 교량 길이는 약 1.5km이다.

## 역사
- 2004년 3월 22일 : 서울양양고속도로의 강일 나들목 ~ 동홍천 나들목 구간을 착공하면서 동시에 착공하였다.
- 2009년 7월 15일 : 서울양양고속도로의 강일 나들목 ~ 춘천 분기점 구간이 완공되면서 동시에 개통하였다.

## 정보
- 운송수단 : 서울양양고속도로
- 교차지점 : 한강
- 장소 : 하남시, 남양주시
- 시공 : 현대산업개발
- 준공 : 2009년